# Визирська сільська територіальна громада
Визирська сільська територіальна громада — територіальна громада в Україні, в Одеському районі Одеської області. Адміністративний центр — село Визирка.
Утворена рішенням Одеської обласної ради від 8 серпня 2018 р. шляхом об'єднання Визирської, Любопільської та Першотравневої сільських рад Лиманського району.
Перші вибори відбулися 30 червня 2019 року.
17 липня 2020 року Постановою Верховної Ради України (згідно Розпорядження КМУ від 12 червня 2020 року) до складу громади були долучені: Дмитрівська, Калинівська і Кордонська сільські ради.
17 липня 2020 року увійшла до складу новоутворенного Одеського району.

## Населені пункти
До складу громади входять 19 сіл:
- Бутівка
- Визирка
- Воронівка
- Дмитрівка
- Зоря Труда
- Калинівка
- Кінне
- Кордон
- Любопіль
- Мар'янівка
- Міщанка
- Нова Вільшанка
- Причорноморське
- Порт
- Пшонянове
- Ранжеве
- Степанівка
- Тилігульське
- Широке

Староста Дмитрівського старостинського округу: Жердецький Володимир Миколайович
Староста Кордонського старостинського округу: Третякова Оксана Григорівна
Староста Калинівського старостинського округу: Грицишин Володимир Михайлович
Староста Любопільського старостинського округу: Рембач Олександр Володимирович
Староста Причорноморського старостинського округу:Хміленко Василь Іванович